# Oliver Dragojević
Oliver Dragojević (ur. 7 grudnia 1947 w Splicie, zm. 29 lipca 2018 tamże) – chorwacki piosenkarz, wykonawca muzyki pop.

## Życiorys
Zaistniał na chorwackiej scenie muzycznej w latach 70. XX wieku. Zadebiutował w trakcie corocznego Festiwalu Muzycznego w Splicie. Inspiracje muzyczne czerpał z dalmatyńskiego folkloru. Pierwszy hit muzyka Picaferaj został wylansowany w 1967 roku. Wiele tekstów piosenek, wykonywanych przez artystę, zostało napisanych przez Zdenka Runjicia.
W latach 90. XX wieku, w utworach piosenkarza, dało się zauważyć wpływy muzyki globalnej.
Pozostaje najbardziej utytułowanym piosenkarzem w Chorwacji. Ceniony za swój niepowtarzalny głos i talent gry na fortepianie.
Jego pogrzeb zgromadził tysiące ludzi oraz kilkaset łodzi, które przybyły z wysp Hvar i Vis by mu oddać ostatni hołd. Ze Splitu, gdzie odbyły się uroczystości pogrzebowe, trumnę z ciałem artysty przewieziono wodolotem firmy żeglugowej Jadrolinija do miejsca pochówku w jego rodzinnej miejscowości Vela Luka na wyspie Korčula, w honorowej asyście statków ratowniczych SAR oraz okrętów chorwackiej marynarki wojennej.

## Dyskografia

### Albumy
- Ljubavna pjesma (Jugoton, 1977)
- Malinkonija (Jugoton, 1977)
- Poeta (Jugoton, 1978)
- Vjeruj u ljubav (Jugoton, 1979)
- Jubavi, jubavi (Jugoton, 1981)
- Đelozija (Jugoton, 1981)
- Karoca (Jugoton, 1982)
- Evo mene među moje (Jugoton, 1984)
- Svirajte noćas za moju dušu (Jugoton, 1988)
- Jedina (Diskoton, 1990)
- Vridilo je (Aquarius Records, 2005)
- A L'Olympia (Aquarius Records, 2006)
- Samo da je tu (Aquarius Records, 2010)

### Single i EP
- Ča će mi Copacabana / Na Kraju Puta (Jugoton, 1974)
- 2002. Godine u Splitu / Galeb I Ja (Jugoton, 1975)
- Prva ljubav (Jugoton, 1976)
- Skalinada (Jugoton, 1976)
- Našoj ljubavi je kraj / Što učinila si ti (Jugoton, 1976)
- Pjevaj s nama / Ne žuri djevojčice (Jugoton, 1976)
- Majko, da li znaš (Jugoton, 1977)
- Nedostaješ mi ti (Jugoton, 1977)
- Malinkonija / Romanca (Jugoton, 1977)
- Molitva za Magdalenu / Ča je život vengo fantažija (Jugoton, 1978)
- Zbogom ostaj ljubavi / Ti me vodi preko voda (Jugoton, 1978)
- Ključ života (Jugoton, 1978)
- Poeta / Oprosti mi, pape (Jugoton, 1978)
- Danijela (Jugoton, 1979)
- Nocturno (Jugoton, 1979)
- Vjeruj u ljubav (Jugoton, 1979)
- Budi tu / Gdje si ti? (Jugoton, 1979)
- Nadalina (Jugoton, 1980) – z Borisem Dvornikiem
- Signal / Dujina fešta (Jugoton, 1981)
- Infiša san u te (Jubavi, Jubavi ) / Lipa moja, Ča si blida (Jugoton, 1981)

### Kompilacje
- Oliver 5 (Jugoton, 1980)
- Za sva vrimena (Jugoton, 1986)
- Vjeruj u ljubav (City Records, 2006)